# 15e gala des prix Félix
Les lauréats des prix Félix en 1993, artistes québécois œuvrant dans l'industrie de la chanson, ont reçu leurs récompenses à l'occasion du quinzième Gala de l'ADISQ, animé par Yvon Deschamps et qui eut lieu le 17 octobre 1993.

## Interprète masculin de l'année
- Richard Séguin

Autres propositions : Daniel Bélanger, Dan Bigras, Jean-Pierre Ferland, Mario Pelchat, René Simard, Roch Voisine.

## Interprète féminine de l'année
- Marie Carmen

Autres propositions : France D'Amour, Céline Dion, Luce Dufault, Louise Forestier, Julie Masse, Francine Raymond.

## Révélation de l'année
- les Colocs

Autres propositions : France D'Amour, Luce Dufault, Bruno Pelletier, Stéphane Rousseau.

## Groupe de l'année
- les Colocs

Autres propositions : la Bottine Souriante, les Parfaits Salauds, Rude Luck, Vilain Pingouin.

## Auteur-compositeur de l'année
- Francine Raymond

Autres propositions : Daniel Bélanger, Diane Dufresne, Gilles Valiquette, Gilles Vigneault.

## Artiste s'étant le plus illustré hors Québec
- Céline Dion

Autres propositions : le Cirque du Soleil, Richard Desjardins, Carole Laure, Roch Voisine.

## Artiste s'étant illustré dans une langue autre que le français
- Céline Dion

Autres propositions : Leonard Cohen, Gogh Van Go, Daniel Lavoie, Me Mom and Morgentaler.

## Artiste de la francophonie s'étant le plus illustré au Québec
- Patrick Bruel

Autres propositions : Stephan Eicher, Liane Foly, Niagara, Dick Rivers, Lara Fabian.

## Chanson populaire de l'année
- La légende Oochigea de Roch Voisine

Autres propositions : Tue-moi de Dan Bigras, Entre l'ombre et la lumière de Marie Carmen, Quelqu'un que j'aime, quelqu'un qui m'aime de Céline Dion, Mona Lisa de Bruce Huard, Seul au combat des B. B., Tous les jours, je pense à toi de Francis Martin, Comme on l'a choisi de Julie Masse, Le goût de l'eau de Michel Rivard, Sous les cheminées de Richard Séguin

## Album le plus vendu
- Miel et venin de Marie Carmen

Autres propositions : Noël d'André Gagnon, Jour de Julie Masse, Album du peuple tome 2 de François Pérusse, Europe Tour de Roch Voisine.

## Album pop de l'année
- Pelchat de Mario Pelchat

Autres propositions : Les derniers humains de Richard Desjardins, Ces gens que j'aime de Jean Lapointe, Noël sans faim de Patrick Norman, Et tu chanteras de Sylvie Tremblay.

## Album rock de l'année
- Rock et roule de Vilain Pingouin

Autres propositions : Les Colocs du groupe les Colocs, Animal de France D'Amour, Sans faire de bruit des Parfaits Salauds, Bruno Pelletier de Bruno Pelletier.

## Album pop-rock de l'année
- Les insomniaques s'amusent de Daniel Bélanger

Autres propositions : Détournement majeur de Diane Dufresne, À contre jour de Julie Masse, Europe Tour de Roch Voisine, Les années lumières de Francine Raymond.

## Album instrumental de l'année
- Noël d'André Gagnon

## Album humour de l'année
- Album du peuple tome 2 de François Pérusse

Autres propositions : Hi!Ha! The world de Michel Barrette, La Jungle du hockey de la Jungle, Les gros crus de Rock et Belles Oreilles.

## Album jazz de l'année
- Alain Caron et le Band d'Alain Caron et le Band

## Album country de l'année
- Caboose de Stephen Faulkner

Autres propositions : Ce soir, mon cœur fait mal de Julie Daraîche, Ces belles années! de Georges Hamel, Douce mélodie de Micheline Langlois, Noël d'amour et d'aujourd'hui de Georges Hamel.

## Album folklore de l'année
- Rockabayou de Danielle Martineau

## Album enfant de l'année
- Les inséparables de Robin et Stella

## Album nouvel-âge de l'année
- Shamanyka de Patrick Bernhardt

## Impresario de l'année
- René Angélil

Autres propositions : Michel Bélanger, Michel Sabourin, Pierre Tremblay, Robert Vinet.

## Spectacle de l'année - interprète
- La Légende de Jimmy (Luce Dufault, Yves Jacques, Bruno Pelletier, Nanette Workman)

Autres propositions : Les cahiers secrets de Joe Bocan, la Bottine souriante de la Bottine Souriante, Vingt personnages en quête d'une chanteuse de Louise Forestier, La tournée à contre-jour de Julie Masse.

## Spectacle de l'année - auteur-compositeur-interprète
- Miel et venin de Marie Carmen

Autres propositions : les Colocs de les Colocs, Stephen Faulkner en spectacles de Stephen Faulkner, Bleu, blanc, blues de Jean-Pierre Ferland, Roche et roule de Vilain Pingouin.

## Spectacle de l'année - humour
- Rousseau de Stéphane Rousseau

Autres propositions : Les nouvelles aventures de Michel Courtemanche, US qu'on s'en va de Yvon Deschamps, Lemire de Daniel Lemire, Jean-Marc Parent de Jean-Marc Parent.

## Vidéoclip de l'année
- Julie des Colocs

Autres propositions : Quand le jour se lève de Daniel Bélanger, Sèche tes pleurs de Daniel Bélanger, E=mc² de René Simard Julie des Colocs, La légende Oochigea de Roch Voisine.

## Hommage
- Robert Charlebois

## Sources
Gala de l'ADISQ 1993